# Ivan Scalfarotto
Ivan Scalfarotto (Pescara, 16 agosto 1965) è un attivista e politico italiano.
Dal 16 settembre 2019 al 14 gennaio 2021 è stato sottosegretario di Stato al Ministero degli affari esteri e della cooperazione internazionale nel governo Conte II. Dal 1º marzo 2021 al 22 ottobre 2022 è stato sottosegretario di Stato al Ministero dell'interno nel governo Draghi.
Già sottosegretario di Stato al Ministero dello sviluppo economico nei governi Renzi e Gentiloni, è stato candidato alla leadership nazionale del centrosinistra alle elezioni primarie de L'Unione del 2005 e dal 2009 al 2013 è stato vicepresidente del Partito Democratico. Alle Politiche del 2013 è stato eletto deputato.
Nel 2015 e 2016 compare, in entrambe le occasioni come unico italiano, nella "Global Diversity List - Top 50 diversity figures in public life Global Diversity List" dell'Economist che elenca le 50 persone che hanno maggiormente contribuito, nella loro funzione pubblica, al progresso e al riconoscimento dei diritti della diversità.

## Biografia
Nato a Pescara, all'età di tre anni Scalfarotto si trasferisce con la sua famiglia a Foggia, dove frequenta il liceo classico Vincenzo Lanza. Nel 1988 nella stessa città ha un'esperienza come consigliere circoscrizionale, eletto con i Verdi.
Dopo essersi laureato in giurisprudenza all'Università di Napoli Federico II, lavora per qualche tempo nella Banca Commerciale Italiana per la quale lavora in varie filiali italiane (Barletta, Viareggio, Padova, Monza, Biella).
Nel 1992 viene trasferito a Milano, presso la Direzione Centrale della stessa Comit, che lascerà nel 1995 per il Banco Ambrosiano Veneto. Dopo altre esperienze lavorative in quest’ultima banca, tra cui la direzione del personale ligure, nel 1998 viene assunto da Citigroup: prima a Milano e dal 2002 a Londra come dirigente delle risorse umane. Dal 2005 al 2008 lavora a Mosca, sempre per Citigroup, come capo delle risorse umane per Russia, Ucraina e Kazakistan.

### Attivismo e impegno politico
Nel 1996, la pubblicazione di una sua lettera su La Repubblica, in cui esprime la propria delusione rispetto alle aspettative suscitate dal primo governo Prodi, non passa inosservata: essa raccoglie varie adesioni e comincia a far parlare di "delusi dell'Ulivo", fatto che induce il leader stesso e Presidente del Consiglio Romano Prodi e il suo vice Walter Veltroni a convocare Scalfarotto a Palazzo Chigi per ricevere maggiori spiegazioni. Cinque anni dopo, nel 2001, fonda il movimento "Adottiamo la Costituzione", con l'intento di battersi a difesa della carta costituzionale.
Tra le idee che ispirano la sua proposta politica le principali sono l'attenzione al merito personale, la lotta alle gerontocrazie e il sostegno della laicità e dei diritti LGBT. Dichiaratamente omosessuale, è un sostenitore dell'introduzione del matrimonio e la possibilità di richiedere figli in adozione per le coppie omosessuali. 
Il suo modo di fare politica è basato sulla comunicazione diretta via internet: il suo blog rappresenta il mezzo principale di diffusione di idee in campagna elettorale.
Nel 2003 a Londra Scalfarotto fonda il primo circolo straniero dell'associazione Libertà e Giustizia, che due anni dopo gli chiede di candidarsi alle elezioni primarie de "L'Unione": Scalfarotto accetta e, dopo qualche difficoltà iniziale riesce a raccogliere le firme necessarie per presentare la candidatura. Scalfarotto arriva sesto su sette candidati, con 26.912 preferenze (lo 0,6% dei consensi).
Insieme ad altri, tra cui Marco Simoni, docente universitario, già direttore della sua campagna elettorale del 2005, Luca Sofri, e l'astrofisica Sandra Savaglio fonda un movimento, chiamato iMille, con l'obiettivo di rinnovare la classe dirigente del centrosinistra italiano.
Successivamente ritorna al suo lavoro, trasferendosi però nella sede di Mosca, mentre i suoi sostenitori fondano un'associazione politica, Io Partecipo, di cui Scalfarotto è presidente, per portare avanti le idee che hanno alimentato la sua campagna anche oltre le primarie del 2005.
È autore del pamphlet Contro i Perpetui, uscito nel marzo 2006 per Il Saggiatore, in cui riassume i temi principali della sua iniziativa e analizza la situazione politica italiana. Alle elezioni politiche del 2006 ha dichiarato di votare per i Verdi.

### Adesione ai DS e al PD
Nel 2007 Scalfarotto s'iscrive ai Democratici di Sinistra (DS), su invito del suo segretario Piero Fassino, dove partecipa al congresso di quell'anno che sancisce lo scioglimento dei DS e la sua confluenza nel Partito Democratico (PD), dove il 18 giugno annuncia la sua partecipazione alle primissime elezioni primarie di quell'anno a sostegno della mozione di Walter Veltroni, venendo eletto nella sua Assemblea Costituente nazionale ed entrando a far parte della Commissione Statuto del PD, ove propone gli emendamenti - poi approvati - che prevedono l'inserimento di una norma anti-omofobia, la creazione del Sistema per la partecipazione (SIPA), e il via libera ai circoli online..
È proprio su istanza del primo circolo online in Italia (Circolo PD "Barack Obama"), che alle elezioni politiche del 2008 Scalfarotto viene candidato alla Camera dei deputati nella circoscrizione Lombardia 1 nelle liste del Partito Democratico, risultando il primo dei non eletti. Ha collaborato col quotidiano L'Unità ed è stato ospite fisso delle ultime tre stagioni del programma televisivo Crozza Italia andate in onda su LA7 nel 2007 e nel 2008..

### Vicepresidente del Partito Democratico

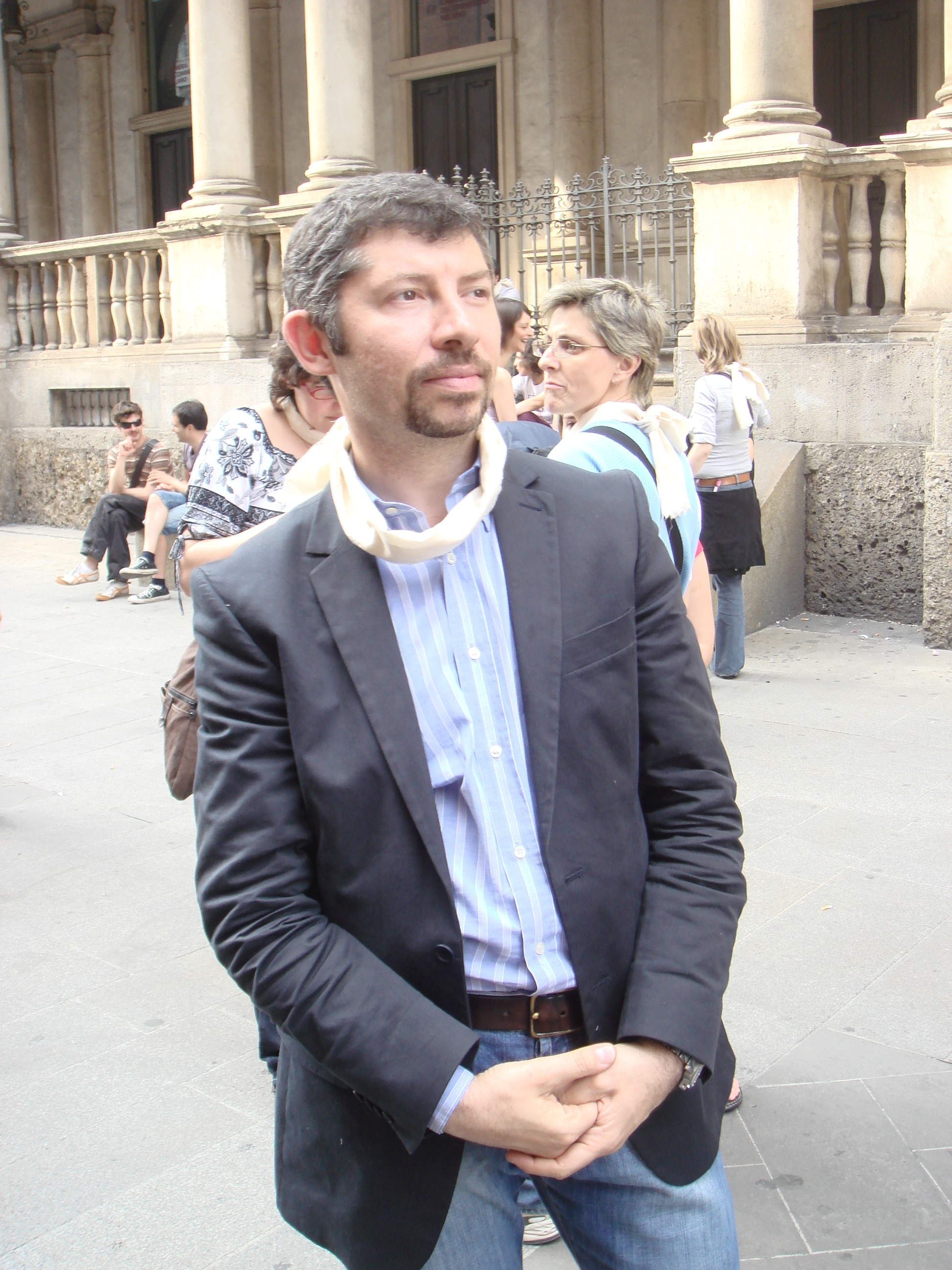
Ivan Scalfarotto al sit-in contro l'omofobia a Milano il 14 maggio 2009

Torna a vivere a Milano nel febbraio 2009, e alle elezioni europee di quell'anno viene candidato al Parlamento europeo, tra le liste del PD nella circoscrizione Italia nord-occidentale, raccogliendo 22.338 preferenze ma risultando non eletto. Successivamente il 7 novembre viene eletto vicepresidente del PD, insieme a Marina Sereni.
Nell'aprile 2010 fonda "Parks – Liberi e Uguali", un'associazione no-profit tra imprese impegnate ad implementare politiche di pari opportunità per i propri dipendenti LGBT e a creare una cultura di rispetto e inclusione sui luoghi di lavoro. Con la nomina a sottosegretario ha abbandonato ogni responsabilità operativa nell’associazione e, il 31 marzo 2014, ha assunto la carica di presidente onorario.
Insieme a Sandro Mangiaterra ha scritto "In nessun paese - Perché sui diritti dell'amore l'Italia è fuori dal mondo". Il libro è stato edito nel 2010 da Piemme e tratta del tema dei diritti civili, confrontando la legislazione presente in Italia con quella degli altri paesi d'Europa e del mondo. Scalfarotto propone dieci punti per modificare la situazione, inclusi l'estensione del matrimonio alle coppie omosessuali, una più forte lotta all'omofobia, l'istituzione di un congedo di paternità e la possibilità di chiedere la rettifica dell'attribuzione di sesso anche senza intervento chirurgico.
Scalfarotto si avvicina al movimento dei Rottamatori dell'allora sindaco di Firenze Matteo Renzi, partecipando ai convegni della Leopolda, e il 25 settembre 2012 annuncia di appoggiare la sua mozione alle elezioni primarie di "Italia. Bene Comune" per la scelta del leader della coalizione di centro-sinistra e candidato premier, che vedranno però la sconfitta di Renzi e la vittoria di Pier Luigi Bersani (principale avversario sia alle primarie che all'interno del PD).

### Deputato e Sottosegretario di Stato

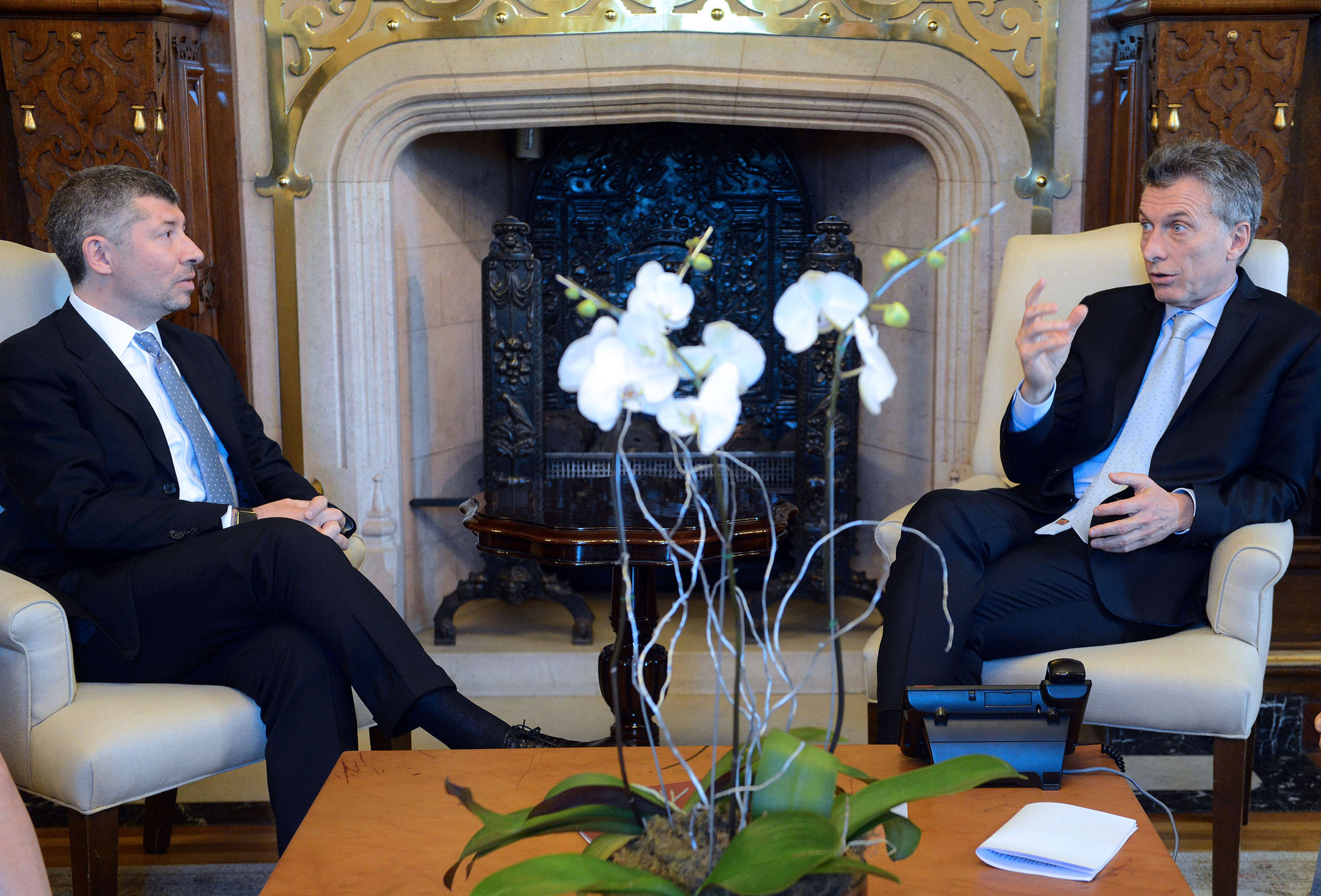
Scalfarotto ricevuto dal presidente dell'Argentina Mauricio Macri

Alle elezioni politiche del 2013 viene candidato alla Camera dei deputati, tra le liste del PD nella circoscrizione Puglia in tredicesima posizione, risultando eletto deputato. Nel corso della XVII legislatura ha fatto parte della 2ª Commissione Giustizia e poi formalmente assegnato - durante il periodo di permanenza al governo - prima nella 13ª Commissione Agricoltura e successivamente nella 4ª Commissione Difesa.
In seguito alla caduta del governo Letta, per volere del neo-segretario del PD Renzi per diventare Presidente del Consiglio, e alla nascita del suo governo, il 28 febbraio 2014 viene nominato dal Consiglio dei Ministri sottosegretario di Stato alle riforme costituzionali e ai rapporti con il Parlamento, affiancando la ministra Maria Elena Boschi e divenendo così il primo esponente di governo dichiaratamente omosessuale nella storia repubblicana..
Il 23 settembre 2014 viene nominato coordinatore regionale dell'ufficio politico pugliese del partito dal segretario regionale del PD in Puglia Michele Emiliano.
Il 29 giugno 2015 inizia uno sciopero della fame perché venga calendarizzata al Senato la proposta di legge sulle unioni civili. Interromperà lo sciopero della fame solo il 18 luglio, quando il Presidente del Consiglio Matteo Renzi prende posizione per l'approvazione della riforma entro l'anno.
L'8 aprile 2016 viene nominato sottosegretario di Stato al Ministero dello sviluppo economico, assumendo le deleghe al commercio estero e all'attrazione degli investimenti dall'estero. Con la nascita del governo presieduto da Paolo Gentiloni, il 29 dicembre 2016 viene confermato sottosegretario allo sviluppo economico con delega al commercio estero, rimanendo in carica fino al 1º giugno 2018.

### Rielezione alla Camera e Sottosegretario agli Esteri
Alle elezioni politiche del 2018 viene ricandidato alla Camera, tra le liste del PD nel collegio plurinominale Lombardia 1 - 03, venendo rieletto deputato.
Il 4 luglio 2018 deposita come primo firmatario alla Camera la proposta di legge n. 868 per il contrasto all'omotransfobia, che introduce i motivi di reato legati all'omofobia e transfobia. Questa proposta di legge sarà poi abbinata ad altre proposte di legge sulla stessa materia per redigere il testo di legge unificato che ha poi preso il nome del relatore del provvedimento, Alessandro Zan. Nella precedente legislatura, Scalfarotto era stato primo firmatario e relatore di una proposta di legge sull'omotransfobia, approvata dalla Camera il 19 settembre 2013, ma mai esaminata dal Senato, e dunque decaduta con lo scioglimento delle Camere.
Alle primarie del PD del 2019 Scalfarotto sostiene la mozione di Roberto Giachetti, ex radicale e candidato renziano che rivendica l'attività dei governi Renzi e Gentiloni, sul rilancio dell'ala moderata e dell'attività riformatrice del partito, escludendo ogni tentativo di accordi col Movimento 5 Stelle e tutti i fuoriusciti di Liberi e Uguali (LeU).
In seguito alla nascita del secondo governo presieduto da Giuseppe Conte sostenuto da PD, Movimento 5 Stelle e LeU, il 13 settembre 2019 viene nominato dal Consiglio dei Ministri sottosegretario al Ministero degli affari esteri e della cooperazione internazionale, affiancando il ministro e capo politico del Movimento 5 Stelle Luigi Di Maio e insediandosi il 16 settembre.

### Adesione a Italia Viva e candidatura in Puglia
A seguito della scissione nel PD da parte del gruppo dei parlamentari renziani, Scalfarotto aderisce il 17 settembre 2019 ad Italia Viva, partito fondato da Renzi di stampo liberale e centrista.
A giugno 2020 Scalfarotto viene candidato da Italia Viva alla presidenza della Regione Puglia contro il presidente uscente di centro-sinistra Michele Emiliano, ufficializzata dal medesimo in un'intervista a La Repubblica; appoggiato anche da Azione e +Europa nella lista "Scalfarotto Presidente" e da Volt, Partito Liberale Italiano e Alleanza Liberaldemocratica per l'Italia nella lista "Futuro Verde". Alle tornata elettorale raccoglie l'1,6% dei voti, senza raggiungere la soglia di sbarramento sufficiente per entrare nel consiglio regionale, mentre Emiliano viene rieletto con il 46,78%.

### Dimissioni dal governo Conte II e Sottosegretario all'Interno
Il 13 gennaio 2021 si dimette dal governo insieme alle due esponenti di Italia Viva, le ministre Elena Bonetti e Teresa Bellanova, annunciato dal leader di Italia Viva Matteo Renzi, aprendo la crisi del secondo governo guidato da Giuseppe Conte.
Il 25 febbraio 2021 Scalfarotto viene indicato come sottosegretario di Stato al Ministero dell'interno nel governo Draghi, nominato dal Consiglio dei Ministri il 1º marzo, nonostante Renzi si sia vantato a più riprese durante l'ultima crisi di governo di aver "rinunciato alle poltrone" per "far prevalere le nostre idee".

### Elezione a senatore
Alle elezioni politiche anticipate del 2022 viene candidato al Senato della Repubblica per Azione - Italia Viva sia nel collegio uninominale Lombardia - 03 (Milano) che nei collegi plurinominali Piemonte - 02 come capolista e Lombardia - 01 in seconda posizione, risultando eletto senatore nel plurinominale Piemonte, mentre nell'uninominale raccoglie il 16,34% dei voti (il miglior risultato a livello nazionale tra i candidati uninominali al Senato della sua lista) e viene sconfitto dal candidato del centro-sinistra, in quota PD, Antonio Misiani (39,08%) e superato da quella del centro-destra, in quota Lega, Maria Cristina Cantù (33,29%).. Nella XIX legislatura è componente della 2ª Commissione Giustizia e Comitato parlamentare per i procedimenti di accusa, vicepresidente della Giunta delle elezioni e delle immunità parlamentari e tesoriere del gruppo parlamentare Azione - Italia Viva - Renew Europe al Senato che, dopo la separazione da Azione, diventa Italia Viva - Il Centro - Renew Europe.

## Vita privata
Dichiaratamente omosessuale, il 20 maggio 2017 Scalfarotto si unisce civilmente con il suo compagno, Federico Lazzarovich, a Palazzo Reale di Milano, diventando il primo esponente del governo italiano in carica ad usufruire della legge emanata l'anno prima sulle unioni civili.

## Opere
- Contro i perpetui, Il Saggiatore, 2006, ISBN 978-88-428-1349-1.
- In nessun Paese, Edizioni Piemme, 2010, ISBN 978-88-566-1444-2. (coautore Sandro Mangiaterra)
- Ma questa è la mia gente, Arnoldo Mondadori Editore, 2012, ISBN 978-88-04-62250-5.
- La versione di Ivan - Storia di un resistente negli anni del populismo, La nave di Teseo, 2022, ISBN 978-88-939-5141-8.